# Kopenhaga Nørreport

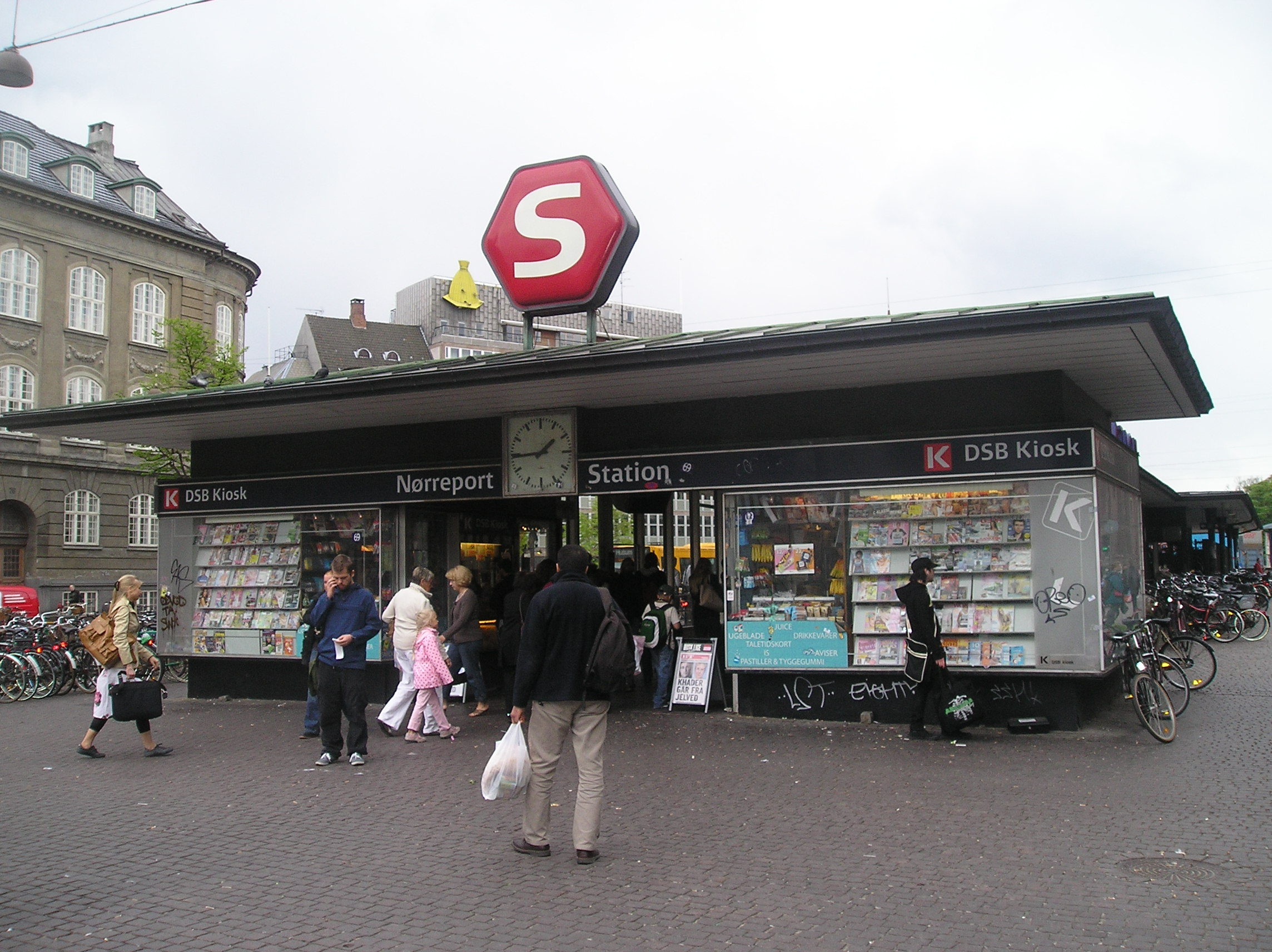
Budynek dworca

Kopenhaga Nørreport – stacja kolejowa w Kopenhadze, w Danii. Stacja jest obsługiwana przez pociągi S-tog. Znajduje się tu również stacja metra. Cała stacja znajduje się pod ziemią. Posiada 3 perony: 1 do obsługi pociągów S-tog, 1 dla pociągów InterCity i 1 dla metra.
Stacja została otwarta 1 lipca 1918 jako część linii łączącej stacje Østerport i Dworzec Centralny. Pociągi S-tog rozpoczęły kursowanie 15 maja 1934.